# Bull Run (Virgínia)
Bull Run és una concentració de població designada pel cens dels Estats Units a l'estat de Virgínia. Segons el cens del 2000 tenia 11.337 habitants.

## Demografia
Segons el cens del 2000, Bull Run tenia 11.337 habitants, 4.728 habitatges, i 2.709 famílies. La densitat de població era de 1.633,3 habitants per km².
Dels 4.728 habitatges en un 34,5% hi vivien nens de menys de 18 anys, en un 36,3% hi vivien parelles casades, en un 16% dones solteres, i en un 42,7% no eren unitats familiars. En el 32% dels habitatges hi vivien persones soles el 5,1% de les quals corresponia a persones de 65 anys o més que vivien soles. El nombre mitjà de persones vivint en cada habitatge era de 2,4 i el nombre mitjà de persones que vivien en cada família era de 3,03.
Per edats la població es repartia de la següent manera: un 26,5% tenia menys de 18 anys, un 12,4% entre 18 i 24, un 44,1% entre 25 i 44, un 12,9% de 45 a 60 i un 4% 65 anys o més.
L'edat mediana era de 29 anys. Per cada 100 dones de 18 o més anys hi havia 93,3 homes.
La renda mediana per habitatge era de 49.519 $ i la renda mediana per família de 55.355 $. Els homes tenien una renda mediana de 38.216 $ mentre que les dones 33.450 $. La renda per capita de la població era de 22.384 $. Entorn del 8,5% de les famílies i el 9,5% de la població estaven per davall del llindar de pobresa.

## Poblacions més properes
El següent diagrama mostra les poblacions més properes.